# Uno Cygnaeus

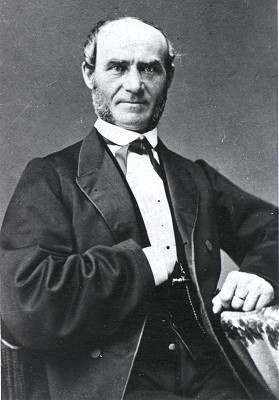
Uno Cygnaeus

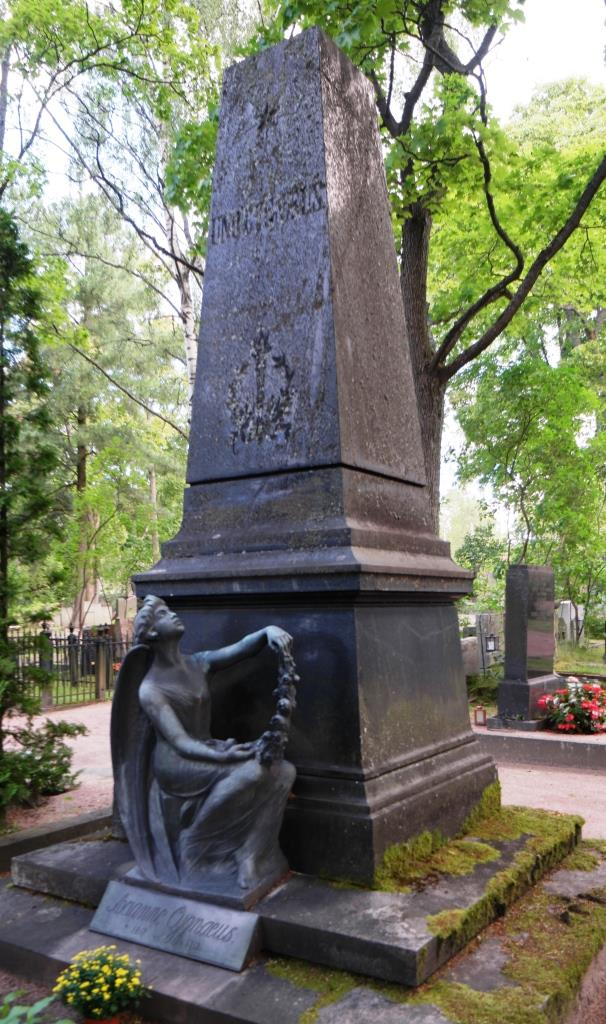
Grab von Uno Cygnaeus auf dem Friedhof Hietaniemi in Helsinki

Uno Cygnaeus (auch Cygnäus, * 12. Oktober 1810 in Tavastehus; † 2. Januar 1888 in Helsingfors) war ein finnischer Pädagoge sowie Landesschulinspektor.

## Leben und Werk
Cygnaeus begann sein Universitätsstudium in Turku, zog aber nach Helsinki, nachdem die Turku-Akademie bei einem Brand zerstört worden war. Er erwarb 1836 seinen Magisterabschluss mit dem Hauptfach Naturwissenschaften. Er wurde 1837 zum Priester geweiht und diente einige Jahre als Pfarrer in der Provinz Wiborg. Danach wurde er als erster Pastor der lutherischen Gemeinde Sitka nach Alaska berufen, wo er bis 1845 arbeitete. Er kehrte 1845 nach Europa zurück und verbrachte die nächsten 12 Jahre als Leiter einer finnischen Schule in St. Petersburg.
Diese Erfahrung, zusammen mit dem Studium der Erziehungsphilosophen Johann Heinrich Pestalozzi und Friedrich Fröbel, trug dazu bei, seine eigenen pädagogischen Ideen zu entwickeln. Als Zar Alexander II. 1856 eine vollständige Neuordnung der finnischen Grundschulen versprach, nutzte Cygnaeus die Gelegenheit, seine Ideen in die Tat umzusetzen und übte das Recht der finnischen Bürger aus, Vorschläge zum Wohl der Allgemeinheit zu machen.
Cygnaeus gilt als „Vater der finnischen Volksschule“. Seine Idee vom Allgemeinen Schulwesen stammte ursprünglich aus Deutschland. Cygnäus stufte den Musikunterricht als ein sehr wichtiges Fach ein. Seiner Meinung nach sollte das Repertoire des Musikunterrichts sowohl weltliche als auch geistliche Weisen enthalten. Cygnaeus war auch der Gründer des Werkunterrichts (Slöjd) in Skandinavien.
Sein Bruder Fredrik Cygnaeus war ein schwedischsprachiger Poet.